# Bredsten
Bredsten es un pueblo danés incluido dentro  del municipio de Vejle, en la región de Dinamarca del Sur. Tiene una población estimada, a inicios de 2021, de 1665 habitantes.

## Historia
Surgió alrededor de su iglesia, cuyas partes más antiguas (los cimientos) se datan cerca del año 1200. La primera mención conocida de la localidad data de 1325 y usa la denominación de Breethsteen.
En 1740 su iglesia fue reconstruida con un estilo barroco gracias a la ayuda de un comerciante local. En 1894 se construyó el ferrocarril Vejle-Vandel-Grindsted que pasaba al sur del casco urbano y en él se instaló una estación a 2,5 km del mismo. Esta línea estuvo en funcionamiento hasta 1957. Para 1906, la localidad contaba con escuela, médico, una asociación de artesanos y una pequeña industria láctea,.

## Geografía
Bredsten se sitúa en la parte sur de la península de Jutlandia. Las localidades vecinas son las siguientes:
| Noroeste: Gadbjerg | Norte: Jelling | Noreste: Jelling |
| Oeste: Ny Nørup    |                | Este: Skibet     |
| Suroeste: Ravning  | Sur: Ødsted    | Sureste: Jerlev  |

Su territorio está caracterizado por la presencia de suaves colinas y dedicado mayoritariamente a la agricultura. El río Vejle recorre el término por el sur y junto a él se sitúan algunas áreas de arbolado. Al oeste se encuentra el lago Engelsholm con un pequeño bosque a su orilla.

## Comunicaciones
Por Bredsten no pasa ninguna autopista (motorvej). La carretera nacional (motortrafikvej) n.º 28 la atraviesa de este a oeste y permite la comunicación con Vejle y Fredericia. La carretera regional (landevej) n.º 176 transita de norte a sur y conecta con Kolding.
En la población tenían parada en 2017 las siguientes líneas de autobús:
| Líneas de autobuses en Bredsten (2017) |                                               |
| Número                                 | Recorrido                                     |
| 143                                    | Vejle – Billund – Billund Lufthavn            |
| 214                                    | Vejle – Bredsten – Give                       |
| 217                                    | Vejle – Bredsten – Grønbjerg – Sønder Omme    |
| 330                                    | Bredsten – Nørre Vilstrup – Skibet – Bredsten |
| 838 A                                  | Vejle – Bredsten – Gadbjerg – Give            |
| 838 B                                  | Vejle – Bredsten – Billund – Grindsted        |

No cuenta con conexión ferroviaria. Las estación de tren más cercana se encuentra a 10 km en Vejle.
El aeropuerto más próximo es el de Billund, situado a 21 km. Existe una línea de autobús que lo conecta directamente con la localidad.

## Demografía
| Población de Bredsten entre 2010 y 2021 |
|                                         |
| Fuente: Statistics Denmark.             |

Al 1 de enero de 2021 vivían en la localidad 1665 personas, de las que 813 eran hombres y 852, mujeres. Bredsten está integrado dentro del municipio de Vejen y en 2017 suponía el 1,5% del total de sus habitantes. La densidad de población en este municipio en 2017 era de 53 hab/km², muy inferior a la del total de Dinamarca, que se situaba en 133 hab/km².

## Economía
El sector primario está representado por una agricultura dedicada mayoritariamente al cereal y por una ganadería estabulada.
Existen varias fábricas en un pequeño polígono industrial al oeste del casco urbano que producen: maquinaria para la manipulación de cargas; maquinaria para uso agrícola y textiles de uso industrial. También hay talleres de automóviles y chapistas, además de una empresa que proporciona calefacción a domicilio.
Dentro del sector terciario o de servicios se encuentran: comerciantes de zapatos; dos gasolineras; un supermercado; un comerciante de vinos; restaurantes y cafés.

## Educación, deportes y sanidad
La localidad cuenta con una guardería. También tiene una escuela de educación primaria y otra de música.
En el ámbito médico y de cuidados a personas, hay un centro médico con dos doctores de medicina general y tres enfermeras. También existe una residencia de ancianos. Para los animales, hay una consulta veterinaria.
Para los deportes, dispone de unas instalaciones multiusos. En ellas se puede practicar bádminton, gimnasia, fútbol, balonmano, voleibol. Aparte, también hay un club de tenis.

## Turismo

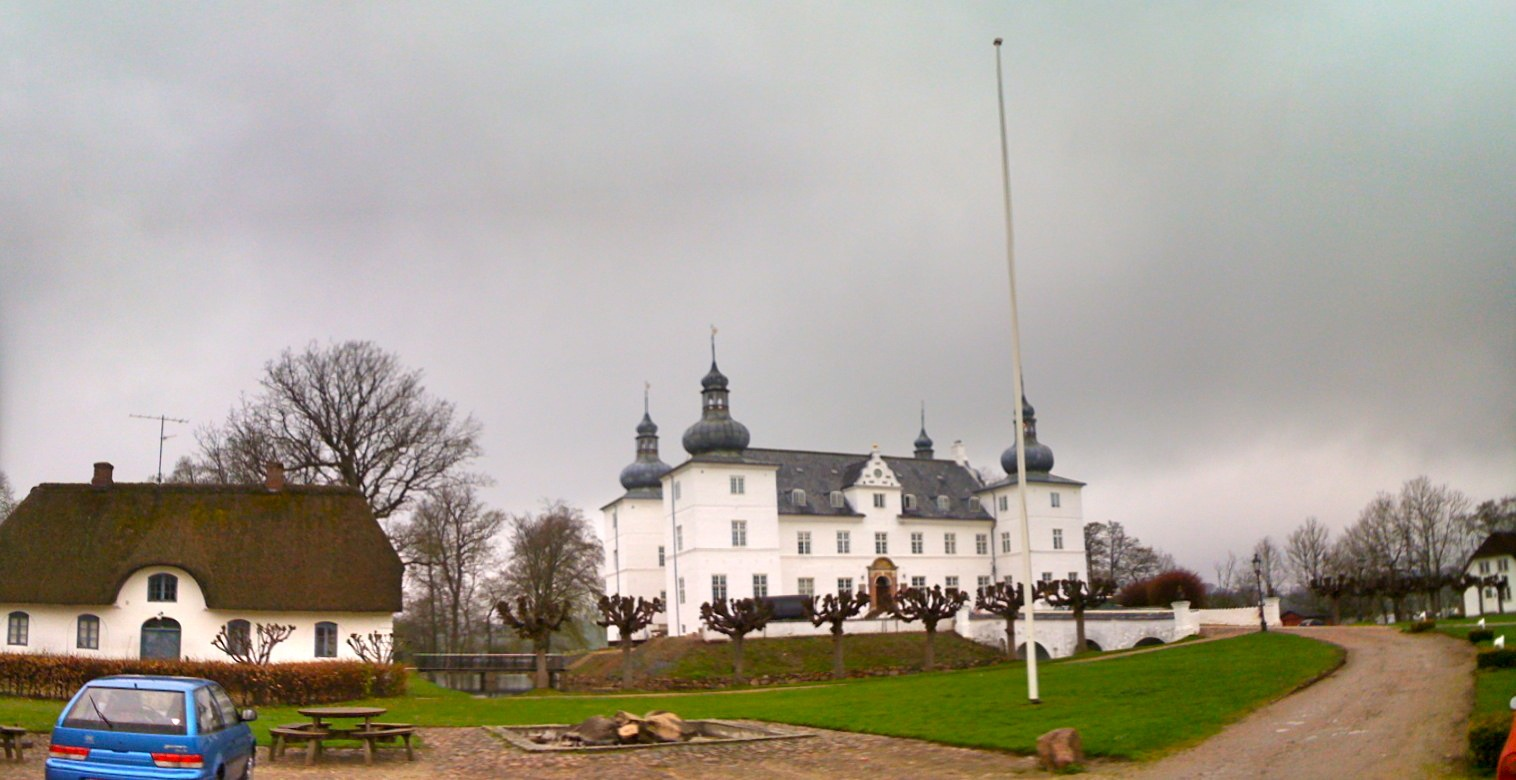
El castillo Engelsholm es una de las principales atracciones turísticas de la localidad.

La localidad cuenta con varias atracciones turísticas: dentro del casco urbano está su notable iglesia, mientras que en los alrededores se encuentran el castillo Engelsholm, situado junto al lago homónimo, y cerca de él, la denominada «casa del lago», donde se realizan exposiciones de obras artísticas creadas con vidrio. Cerca del cauce del río se encuentran los restos del puente Ravningbroen, construido en época vikinga. Por otro lado, a 8 km al norte, se encuentra la histórica población de Jelling.
La población es, también, punto de paso de la ruta de senderismo y peregrinación denominada Hærvejen, que discurre entre Hirtshals/Frederikshavn y Padborg. Este es, además, uno de los Caminos de Santiago[cita requerida] que provienen del ámbito nórdico.
Para alojar a sus visitantes, la localidad cuenta con dos pequeños hoteles, un bed & breakfast y una casa rural.